# تيدجانو
تيدجانو (بالإيطالية: Tiggiano)‏ هي بلدية في مقاطعة ليتشي في إقليم بوليا الإيطالي.

## السكان
في سنة 1861 بلغ عدد السكان 662 نسمة، وتطور العدد ليصل في سنة 2011 لـ 2٬931 نسمة.
يظهر هذا المخطط البياني تطور النمو السكاني لـ تيدجانو